# Convoi no 10 du 15 septembre 1942
Le convoi du 15 septembre 1942 fut le dixième convoi de déportation à quitter le territoire belge en direction d'Auschwitz-Birkenau,.
Le convoi X comportait 1048 déportés (537 hommes et 511 femmes), dont 229 enfants de moins de seize ans.
La moitié des déportés provenait des rafles anversoises des 11 et 12 septembre 1942. L'autre moitié - 520 déportés -  avaient été raflés le 11 septembre 1942 dans le Nord-Pas-de-Calais et furent également déportés via Malines, dont un contingent de 230 Juifs arrêtés à Lens.
C'est par ce convoi que fut déportée Mala Zimetbaum qui força l'admiration et le respect par son comportement lors de son exécution à Auschwitz, le 22 août 1944.
Il y eut 17 rescapés dont trois femmes : Frieda Geldwerth (née Thau), raflée a Lens et qui travaillera dans les bureaux de Birkenau et deux sœurs, Lotte et Henny Lipschutz, raflées à Anvers et déclarées « aptes pour le travail ». Elles survivront toutes deux à trois années de déportation et seront libérées par les troupes soviétiques le 27 janvier 1945.